# Jim Sheridan
Jim Sheridan   (Dublín, 6 de febrer de 1949) és un director de cinema, guionista i  productor Irlandès. Sis vegades nominat a l'Oscar, Sheridan és potser més conegut per les seves pel·lícules My Left Foot, In the Name of the Father, Get Rich or Die Tryin i In America.

## Biografia
Sheridan va néixer a Dublín, fill d'Anna i Peter Sheridan, actor i treballador del ferrocarril. Sheridan va ser inicialment educat pels Germans Cristians Irlandesos i més tard graduat per la Universitat de Dublín. Va emigrar al Canadà i després a Nova York el 1981.
El 1979 Jim, o Shay Sheridan escrivia dos obres. La primera, l'òpera d'un captaire irlandès anomenada "The Ha'penny Place", tenia lloc al Project Arts Centre, i la segon, una obra del teatre d'agitprop anomenada "The Last Post", al Connolly Hall. Curiosament, un actor anomenat Jer O'Leary, amic de molts anys i soci polític de Jim, aparegut en aquests dos jocs, passava a aparèixer en petites parts en gairebé totes les pel·lícules de Sheridan. El 1989, dirigí My Left Foot, que es convertia en un èxit de crítica i comercial i guanyaven l'Oscar Daniel Day-Lewis i Brenda Fricker. Va seguir amb The Field (amb Richard Harris) el 1990; després amb In the Name of the Father el 1993, una renarració novel·lada del cas del Guildford Four. El 1996 coescrivia Some Mother's Son amb Terry George. The Boxer (amb Daniel Day-Lewis) va ser nominat per a un Globus d'Or a la millor pel·lícula dramàtica el 1997. El 2003, treia el semiautobiogràfic In America, que explica la història d'una família d'immigrants irlandesos que intenten sortir-se'n a Nova York. La pel·lícula rebia ressenyes positives i aconseguia nominacions per Samantha Morton i Djimon Hounsou.
Sheridan va dirigir la pel·lícula de 2009 Brothers, protagonitzada per Tobey Maguire i Jake Gyllenhaal, que va ser rodada a Nou Mèxic. També dirigia el thriller Dream House., que protagonitzen Daniel Craig, Naomi Watts i Rachel Weisz.
Sheridan té tres filles, Naomi Sheridan, Kirsten Sheridan i Tess Sheridan, Ameerah Clodagh Cherie .

## Filmografia
- My Left Foot (1989)
- The Field (1990)
- In the Name of the Father (1993)
- Some Mother's Son (1996) (guionista)
- The Boxer (1997)
- In America (2003)
- Get Rich or Die Tryin' (2005)
- Brothers (2009)
- Emerald City (TBA)
- Artemis Fowl (TBA)

## Premis i nominacions

### Premis
- Os d'or per In the Name of the Father (1994)
- Goya a la millor pel·lícula europea per The Boxer (1999)

### Nominacions
- Oscar al millor guió original per In America (2003)
- Oscar al millor guió adaptat per In the Name of the Father (1993)
- Oscar al millor director per In the Name of the Father (1993)
- Oscar a la millor pel·lícula per In the Name of the Father (1993)
- Oscar al millor guió adaptat per My Left Foot (1989) (com Coescriptor)
- Oscar al millor director per My Left Foot (1989)
- BAFTA al millor guió adaptat per In the Name of the Father (1993)
- Globus d'Or al millor guió per In America (2003)
- Globus d'Or al millor director per The Boxer (1997)